# Lukas Krasauskas
Lukas Krasauskas (ur. 6 września 1997) – litewski zapaśnik walczący w stylu wolnym. Zajął 26. miejsce na mistrzostwach świata w 2019 roku. 
Dziewiąty na mistrzostwach Europy w 2022 i 2024. Czternasty na igrzyskach europejskich w 2019. Wicemistrz nordycki w 2017.